# کلودیو ویلاگرا
کلودیو ویلاگرا (انگلیسی: Claudio Villagra؛ زادهٔ ۲ ژانویهٔ ۱۹۹۶) بازیکن فوتبال اهل آرژانتین است.
از باشگاه‌هایی که در آن بازی کرده‌است می‌توان به باشگاه فوتبال بانفیلد اشاره کرد.